# Åke Natt och Dag

För direktören född 1951, se Åke Natt och Dag (direktör).  
Åke Svante Knutsson Natt och Dag, född 6 februari 1899 i Uddevalla församling, Göteborgs och Bohus län, död 13 november 1969 i Västerleds församling, Stockholms län, var en svensk ämbetsman.

## Biografi
Natt och Dag blev juris kandidat vid Uppsala universitet 10 april 1922; extra ordinarie notarie i Svea hovrätt samma år och i Stockholms Rådhusrätt 22 april, också det 1922; amanuens i Pensionsstyrelsen 1 september samma år och i Försäkringsrådet 1 oktober 1924. Den 1 december 1925 blev han tillförordnad notarie där.
Natt och Dag var generaldirektör för Civilförsvarsstyrelsen 1944–1948 och för Riksförsäkringsanstalten, senare Riksförsäkringsverket, 1948–1964.

## Familj

Natt och Dags vapen.

Åke Natt och Dag var son till disponentem Knut Natt och Dag och hans hustru Sara Maria Bergius. Han tillhörde den uradliga ätten Natt och Dag nr 13. Han gifte sig den 29 november 1925 i Svenska Gustafskyrkan i Köpenhamn med Elsa Jacobson.

## Utmärkelser
- Kommendör med stora korset av Kungl. Nordstjärneorden, 23 november 1956.[2]
- Svenska Röda Korsets silvermedalj.[3]
- Riksluftskyddsförbundets kungliga förtjänstmedalj i silver.[3]
- Riksluftskyddsförbundets förtjänsttecken i guld.[3]
- Kommendör av 1:a klassen av danska Dannebrogorden.[4]
- Christian X:s frihetsmedalj.[3]
- Kommendör av 1:a klassen av Finlands Lejons orden.[4]
- Pro Benignitate Humana.[3]
- Haakon VII:s frihetskors.[4]
- Storofficer av belgiska Kronorden.[4]
- Officer av franska hederslegionen.[4]
- Storofficer av nederländska Oranien-Nassauorden.[4]
- Kommendör av polska orden Polonia Restituta.[4]